# Massarosa
Massarosa es una localidad italiana de la provincia de Lucca, ubicada en la Versilia al norte de la región de Toscana con 22.477 habitantes.

## Evolución demográfica
| Gráfica de evolución demográfica de Massarosa entre 1861 y 2017 |
|                                                                 |
| Fuente ISTAT - Elaboración gráfica por parte de Wikipedia       |

## Ciudades Hermanadas
- Łużna.
- Teyá.